# Gens Cecina
La gens Cecina (en etrusco Ceicna, en latín Caecina) era una noble familia etrusca procedente de Volterra (Velathri en etrusco), una de las antiguas ciudades de la Etruria, instalada en Roma.

## Historia
Parece que el nombre deriva del río Río Cecina, que discurre por el valle encuadrado por las colinas de Volterra. Personas de este nombre son mencionadas por primera vez en siglo I a. C. , refiriéndose expresamente a su procedencia de Volterra. Durante el Imperio, el nombre es frecuente, y es probable que todos estos Caecinae sean de origen etrusco. A finales del Imperio, bajo el reino de Honorio, está atestiguado el poeta Decio Albino Cecina, residente en una villa, en la proximidad de Volaterrae. La tumba de la familia de los Caecinae fue descubierta en el entorno de Volterra,, cuya forma etrusca era Ceicna (a veces Kaikna o Kaiknas). En esta tumba fue encontrado un bello sarcófago, ahora en París. La familia estaba dividida en varias ramas, y por eso, en las urnas funerarias, aparecen los cognomina Caspu y Tlapuni: en las inscripciones latinas además se encuentran también los cognomina Quadratus y Pladdus; y otros más.
Por numerosos hallazgos hechos en Felsina, la actual Bolonia, y en otras partes, se sabe que los Ceicna o Kaikna participaron a la colonización etrusca del Valle de Padana, un posible indicio del rol de Volterra en aquel proceso.